# Edwar Cabrera
Pour les articles homonymes, voir Cabrera.
Edwar Cabrera (né le 20 octobre 1987 à Baní, Peravia, République dominicaine) est un lanceur gaucher de baseball qui a joué avec les Rockies du Colorado de la Ligue majeure de baseball en 2012.

## Carrière
Edwar Cabrera signe son premier contrat professionnel en 2008 avec les Rockies du Colorado. Il débute la même année dans les ligues mineures avec un club-école des Rockies et au cours de son parcours vers le baseball majeur principalement employé comme lanceur partant. Il fait bien en 2012 avec une moyenne de points mérités de 2,84 en 16 départs pour les Drillers de Tulsa, le club-école de niveau Double-A des Rockies dans la Ligue internationale. À la fin juin, Cabrera est invité à rejoindre, à partir du Double-A, les Rockies du Colorado. Il fait ses débuts dans les majeures le 27 juin au Coors Field de Denver, au Colorado, lorsque les Nationals de Washington visitent les Rockies, mais ce premier départ s'avère bref : il subit la défaite après avoir accordé 7 points, dont 5 mérités, en 2 manches et un tiers lancées. Après ce match, Cabrera est retourné aux mineures mais cette fois à Colorado Springs dans le Triple-A.
Cabrera participe en juillet 2012 au All-Star Futures Game, le match d'étoiles des joueurs des ligues mineures.
Il rate toute la saison 2013 après une opération à l'épaule gauche.
En 2014, Cabrera rejoint les Rangers du Texas et est assigné aux ligues mineures. Il y dispute deux saisons avec des clubs affiliés aux Rangers.
Il rejoint les Astros de Houston le 26 janvier 2016.